# Wolter Frans Frederik van Verschuer
Wolter Frans Frederik baron van Verschuer (Arnhem, 24 april 1891 − Beesd, huis Hooge Spijk, 21 juni 1952) was een Nederlands bestuurder.

## Biografie
Van Verschuer was een telg uit het geslacht Van Verschuer en een zoon van mr. Barthold Philip baron van Verschuer (1841-1910) en OtteIine Marie barones van Balveren, vrouwe van Mariënwaerdt (1851-1928), telg uit het geslacht Van Balveren. Hij promoveerde in 1918 op stellingen aan de Universiteit Utrecht. In 1920 werd hij burgemeester van Beesd wat hij tot en met 1938 zou blijven. Vanaf 1938 was hij lid van Provinciale, vanaf 1938 van Gedeputeerde Staten van Gelderland, beide tot aan zijn overlijden. Vanaf 1947 tot zijn overlijden was hij curator van de Landbouwhogeschool te Wageningen.
In 1951 verzorgde hij samen met Dick Buurman een publicatie over de statengriffiers van Gelderland. In 2008 werden reisdagboeken van hem gepubliceerd.
Van Verschuer trouwde in 1922 met Willemine Louisa Maria barones van Heemstra (1899-1971), telg uit het geslacht Van Heemstra, met wie hij drie kinderen kreeg, onder wie Otto Willem Arnold baron van Verschuer (1927-2014). Hij overleed op het landgoed Mariënwaerdt op 61-jarige leeftijd.